# Штрихи к портрету В. И. Ленина
«Штрихи к портрету В. И. Ленина» — советский кинематографический цикл из четырёх телевизионных художественных фильмов, освещающих жизнь и деятельность Ленина в 1918 году. Снят творческим объединением «Экран» в 1967—1970 годах. После единственного показа первой части по ЦТ СССР в начале 1970-х годов, фильм попал в категорию «полочных» и не демонстрировался вплоть до 1987 года.
Повторная «премьера» широко обсуждалась в государственных средствах массовой информации. Леонид Пчёлкин вспоминал: «В конце 1960-х я снял цикл фильмов о Ленине „Штрихи к портрету“ по сценарию Михаила Шатрова, основанному на документах. Ленин был жёстким человеком, и мне показалось, что Михаил Ульянов очень подошёл для этой роли. Так вот, эти фильмы пролежали на полке двадцать лет! То, что при большевиках их положат на полку, я предположить не мог. Оказалось, незадолго до выхода моих фильмов в свет, Политбюро как раз приняло решение начать прославлять в средствах массовой информации и в искусстве Леонида Ильича Брежнева. Ленин оказался не нужен. Начинался культ новой личности».

## Сюжет
- Фильм 1. «Поимённое голосование» даёт картину острейшей полемики, разгоревшейся среди большевистского руководства по поводу подписания Брестского мира весной 1918 года. Центральный эпизод фильма — спор Ленина с Бухариным накануне решающего поимённого голосования депутатов IV Чрезвычайного Съезда Советов по вопросу ратификации Брестского договора.
- Фильм 2. «Полтора часа в кабинете В. И. Ленина. 1918» рисует обстановку одного из обычных заседаний Советского Правительства летом 1918 года. Среди обсуждаемых вопросов — проект сооружения мемориальной доски усопшему лидеру анархистов П. А. Кропоткину (ошибка сценариста Михаила Шатрова — Кропоткин умер в 1921 году).
- Фильм 3. «Воздух Совнаркома» представляет собой игровое продолжение документальных кадров прогулки только что выздоровевшего, после ранения, Ленина во дворе Кремля осенью 1918 года. Он начинается с заставки и титров подлинного первого советского киножурнала «Кино-Неделя» и стилизован под документ.
- Фильм 4. «Коммуна ВХУТЕМАС» показывает встречу и дискуссионное общение Ленина со студентами-художниками, молодыми представителями новой советской культуры.

## В ролях
- Михаил Ульянов — Владимир Ленин
- Игорь Кваша — Яков Свердлов
- Олег Табаков — Николай Бухарин
- Олег Ефремов — Юлий Мартов
- Анатолий Папанов — Давид Рязанов
- Евгений Евстигнеев — Анатолий Луначарский
- Пётр Щербаков — Артём
- Ирина Мирошниченко — Наташа Гопнер
- Кирилл Лавров — Василий Каюров
- Владислав Стржельчик — доктор Граховский
- Марк Прудкин — доктор Владимир Минц
- Иван Соловьёв — доктор Владимир Розанов
- Тамара Логинова — Мария Ульянова
- Александр Пашутин — «Рыжий», поэт-футурист
- Армен Джигарханян — Виталий Семёнович, председатель Моссовета
- Николай Караченцов (в титрах Караченцев) — художник-футурист (прототип - Сергей Сенькин)
- Гарри Бардин — художник-футурист
- Георгий Куликов — член Совнаркома
- Виктор Сергачёв — В. Володарский
- Владимир Кенигсон — Александр Юльевич Ге
- Никита Подгорный — Лихач
- Сергей Некрасов — Борис Камков
- Юльен Балмусов — Лев Каменев
- Галикс Колчицкий — Владимир Бонч-Бруевич
- Людмила Возиян — Мария Спиридонова
- Евгений Дубасов — Александр Мясников
- Геннадий Кочкожаров — Ломов
- Владимир Емельянов — Максим Горький
- Борис Ульянов — Юрий Стеклов
- Маргарита Юрьева — Александра Коллонтай
- Мария Пастухова — Надежда Крупская
- Наталья Верова — Инесса Арманд
- Айно Тальви — Клара Цеткин
- Зиновий Филлер — Георгий Чичерин
- Николай Алексеев — Григорий Петровский
- Александр Граве — Александр Цюрупа
- Филимон Сергеев — Донат Черепанов

## Награды
- 1987 — Международный кинофестиваль телефильмов «Злата Прага», приз М. Ульянову за лучшую мужскую роль.